# گل محمد پهلوان
گل محمد پهلوان (زاده ۱۳۴۸ ولسوالی شیرین‌تگاب ولایت فاریاب) سیاستمدار افغانستان و نماینده مردم ولایت فاریاب در دوره شانزدهم مجلس نمایندگان است. وی در مجلس شانزدهم نمایندگان افغانستان عضو کمیسیون امور دفاعی و تمامیت ارضی می‌باشد.

## زندگی‌نامه
گل محمد پهلوان زاده ۱۳۴۸ از ولسوالی شیرین‌تگاب ولایت فاریاب می‌باشد. ایشان از قوماندانان پر قدرت عبدالرشید دوستم در دوران جنگ بود. وی متهم به همکاری و معامله با پاکستان و طالبان فراری دادن دوستم به ترکیه شد. اما بعدها علیه طالبان وارد جنگ گردید و پس از بازگشت دوستم به افغانستان به ترکمنستان فرار کرد. اما با سقوط طالبان با دوستم آشتی کرد و با حمایت او توانست به دوره شانزدهم مجلس نمایندگان راه یابد اما با این حال عده‌ای وی را رقیب سیاسی دوستم می‌دانند.

## دیگر فعالیت‌ها
دیگر فعالیت‌های ایشان:
- قوماندان کندک ، قوماندان فرقه ۵۱۱ ، قوماندان لوای میکانیزه ، قوماندان اردوی ۷ و رئیس شورای نظامی فاریاب در زمان جنگ‌های داخلی افغانستان.